# Metallpanzerwels
Der Metallpanzerwels (Osteogaster aenea, Synonym: Corydoras aeneus, lat. „aeneus“ – bronzen, kupfern), auch Goldstreifenpanzerwels, ist eine Fischart aus der Familie der Panzer- und Schwielenwelse. Der Artname nimmt Bezug auf den metallischen Glanz der Tiere.

## Beschreibung
Der im Habitus gattungstypische Metallpanzerwels erreicht eine Gesamtlänge von etwa sieben Zentimeter. Männliche Tiere bleiben in der Regel kleiner als ihre weiblichen Artgenossen. Die Grundfarbe variiert zwischen gelblichbraun und einem leichten Rot. Die obere Hälfte des Körpers ist dunkel gefärbt. Ein schmales, gelbliches Längsband zieht sich vom oberen Rand des Kiemendeckels bis unter die Basis der Rückenflosse. Die Flossen sind durchscheinend gelblich- bis rötlichbraun.
- Flossenformel: Dorsale 1/7; Anale 1/6–7; Pectorale 1/7; Ventrale 1/5[2]

## Vorkommen
Die Art kommt in einem großen Teil des tropischen und subtropischen Südamerika östlich der Anden in Argentinien, Paraguay, Bolivien, Brasilien, Kolumbien, Peru, Venezuela, Guyana, Suriname, Französisch-Guayana und auf Trinidad vor.

## Lebensweise
Metallpanzerwelse leben in kleinen Schwärmen von 20 bis 30 Tieren. Sie sind omnivor, also allesfressend und fressen Würmer, kleine Krebstiere, Insektenlarven und Detritus. Mit Beginn der Regenzeit laichen die Metallpanzerwelse und legen pro Paarungsakt bis zu 20 Eier ab. Die schnellwüchsigen Larven schlüpfen nach etwa drei Tagen. Über die gesamte Laichperiode können 100 bis 400 Eier produziert werden.

## Systematik
Der Metallpanzerwels war die namensgebende Art der Corydoras aeneus-Gruppe, einer monophyletischen, relativ homogenen Gruppe innerhalb der paraphyletischen Gattung Corydoras. Für die Gruppe wurde schon 1871 von Cope der Gattungsname Osteogaster vorgeschlagen. Zu ihr gehören, neben den verschiedenen Formen des Metallpanzerwels, Osteogaster eques, Osteogaster melanotaenia, der Rostpanzerwels (Osteogaster rabauti) und Osteogaster zygatus. Im Juni 2024 wurde Osteogaster im Rahmen einer Revision der Panzerwelse zu einer validen Gattung.

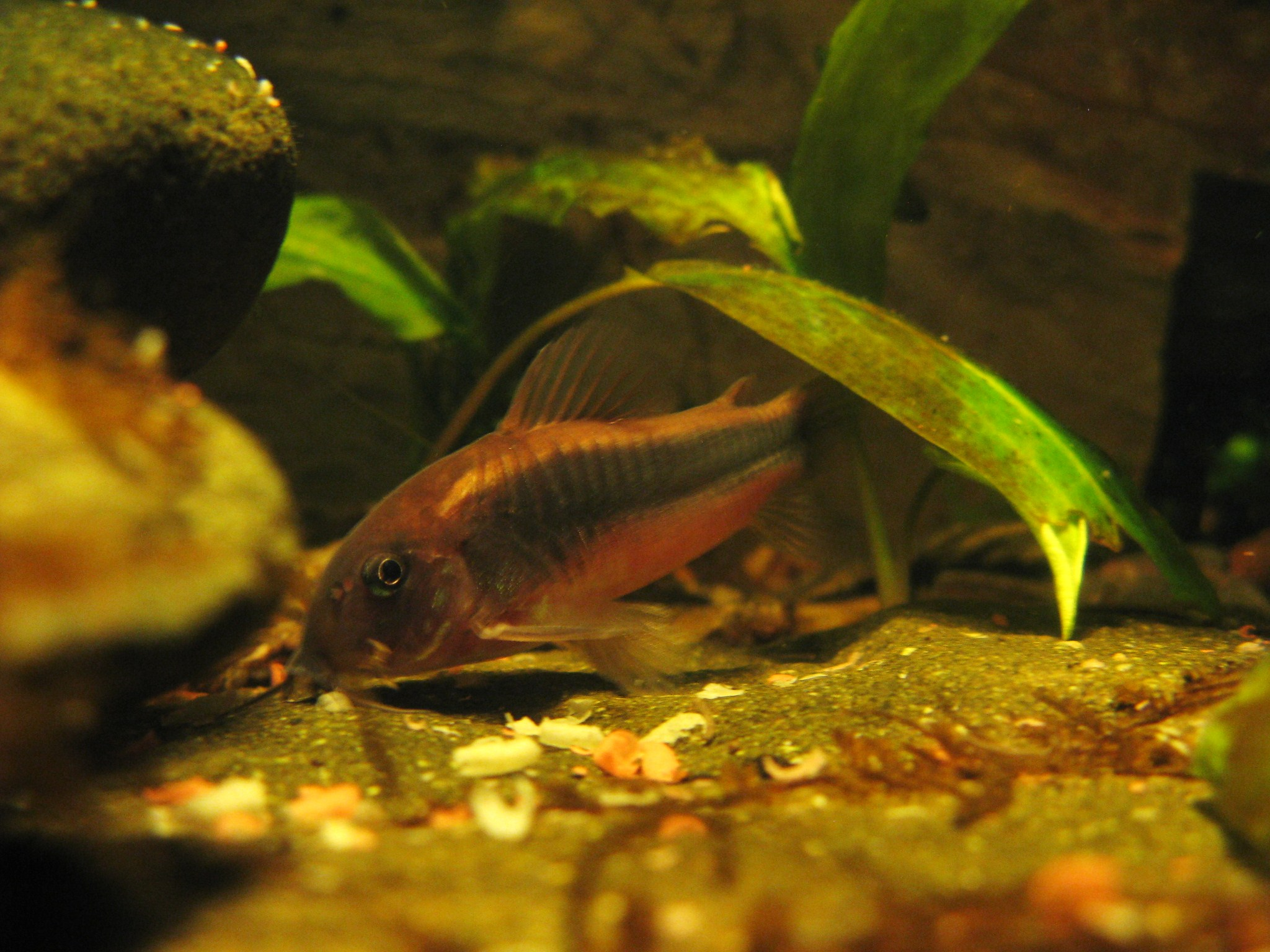
Corydoras sp. „Orange Laser“

Insgesamt ist der Metallpanzerwels sehr variabel und er hat das bei weitem größte Verbreitungsgebiet aller Panzerwelse. Wahrscheinlich handelt es sich um eine Gruppe verschiedener nah miteinander verwandter Arten. Einige Formen wurden schon als selbstständige Arten beschrieben (C. macrosteus, C. schultzei und C. venezulanus), später aber wieder mit Corydoras aeneus synonymisiert. Typlokalität ist Trinidad. Die Metallpanzerwelse dieser Insel werden 6 bis 7 cm lang und besitzen einen so starken metallischen Glanz, dass die dunkle Seitenfärbung kaum noch zu sehen ist. Der C.-venezulanus-Typ, der im Stromsystem des Orinoco vorkommt, ist etwas kleiner als andere „Metallpanzerwelse“ und besitzt an den Körperseiten einen schwarzen Fleck, der häufig rotbraun umrandet ist. Die im Deutschen als Goldstreifenpanzerwels bezeichnete C.-schultzei-Form lebt im Amazonasbecken und besitzt einen breiten, goldenen Streifen oberhalb der Brustflossen. In kleinen Schwarzwasserflüssen im Gebiet des Río Ucayali in Peru leben dem Goldstreifenpanzerwels ähnliche Panzerwelse, die in der Aquaristik als „Yellow Laser“, „Green Laser“ und „Orange Laser“ bezeichnet werden, die C-Nummern CW014, CW009 und CW010 und einen leuchtenden, Seitenstreifen haben. Der in europäischen Aquarien gehaltene Metallpanzerwelstyp kommt aus den Flusssystemen des Río Paraná und Río Paraguay. Er ist hochrückiger als die C.-schultzei-Form und hat nur einen unauffälligen Goldstreifen.

## Zuchtformen
Schon früh begannen viele Züchter schillernde Varianten aus den leicht glänzenden Wildformen zu züchten. Ab 1990 kamen die ersten speziell gezüchteten albinotischen Formen auf den Markt, welche der albinotischen Form des Marmorierten Panzerwelses zum Verwechseln ähnlich sind. Inzwischen gibt es auch schwärzliche Formen und Metallpanzerwelse mit Schleierflossen. Beide Formen wurden in Osteuropa gezüchtet.